# Liste der Monuments historiques in Nanteuil-sur-Aisne
Die Liste der Monuments historiques in Nanteuil-sur-Aisne führt die Monuments historiques in der französischen Gemeinde Nanteuil-sur-Aisne auf.

## Liste der Objekte
| Bezeichnung          | Beschreibung | Standort                       | Kennzeichnung | Schutzstatus    | Datum     | Bild |
| -------------------- | --- | ------------------------------ | ------------- | --------------- | --------- | ---- |
| Gemälde Kreuzabnahme | Ölfarbe auf Leinwand, 18. Jahrhundert, von Jacques Wilbault nach Jean Jouvenel; während des Ersten Weltkriegs verschwunden | in der Kirche St-Martin (Lage) | PM08000657    | Classé gelöscht | 1908 1944 |      |